# هوارد ستيرن
هوارد ألان ستيرن (بالإنجليزية: Howard Allan Stern)‏ وهو مذيع و مقدم برامج و ممثل و شاعر و مصور فوتوغرافي أمريكي ولد في يوم 12 يناير 1954 في مدينة نيويورك في الولايات المتحدة كان أحد أعضاء لجنة التحكيم في برنامج المواهب الأمريكي أمريكا غوت تالنت حتى عام 2015.

## روابط خارجية
- هوارد ستيرن على موقع IMDb (الإنجليزية)
- هوارد ستيرن على موقع الموسوعة البريطانية (الإنجليزية)
- هوارد ستيرن على موقع ألو سيني (الفرنسية)
- هوارد ستيرن على موقع ميوزك برينز (الإنجليزية)
- هوارد ستيرن على موقع أول موفي (الإنجليزية)
- هوارد ستيرن على موقع قاعدة بيانات الأفلام السويدية (السويدية)
- هوارد ستيرن على موقع إن إن دي بي (الإنجليزية)
- هوارد ستيرن على موقع أول ميوزيك (الإنجليزية)
- هوارد ستيرن على موقع ديسكوغز (الإنجليزية)
- هوارد ستيرن على موقع قاعدة بيانات الفيلم (الإنجليزية)